# Vilnius Iron Wolves
I Vilnius Iron Wolves sono una squadra di football americano di Vilnius, in Lituania, fondata nel 2016.

## Dettaglio stagioni

### Amichevoli
| Stagione | Vin | Par | Per | Tot | PF | PS | avversaria   |
| -------- | --- | --- | --- | --- | -- | -- | ------------ |
| 2017     | 1   | 0   | 0   | 1   | 44 | 6  | Kaunas Dukes |
| 2020     | 1   | 0   | 0   | 1   | 20 | 16 | Kaunas Dukes |
| Totale   | 2   | 0   | 0   | 2   | 64 | 22 |              |

### Tornei nazionali

#### Campionato

##### Topliga
| Stagione | regular season | regular season | regular season | regular season | regular season | regular season | playoff | playoff | playoff | playoff | playoff | playoff    | playoff           |
|          | Vin            | Par            | Per            | Tot            | PF             | PS             | Vin     | Per     | Tot     | PF      | PS      | risultato  | avversaria        |
| -------- | -------------- | -------------- | -------------- | -------------- | -------------- | -------------- | ------- | ------- | ------- | ------- | ------- | ---------- | ----------------- |
| 2019     | 4              | 0              | 2              | 6              | 175            | 94             | 0       | 1       | 1       | 0       | 34      | Semifinale | Bydgoszcz Archers |
| Totale   | 4              | 0              | 2              | 6              | 175            | 94             | 0       | 1       | 1       | 0       | 34      |            |                   |

Fonti: Enciclopedia del Football - A cura di Roberto Mezzetti

### Tornei internazionali

#### Monte Clark Cup
| Stagione | regular season | regular season | regular season | regular season | regular season | regular season | playoff | playoff | playoff | playoff | playoff | playoff   | playoff    |
|          | Vin            | Par            | Per            | Tot            | PF             | PS             | Vin     | Per     | Tot     | PF      | PS      | risultato | avversaria |
| -------- | -------------- | -------------- | -------------- | -------------- | -------------- | -------------- | ------- | ------- | ------- | ------- | ------- | --------- | ---------- |
| 2017     | 2              | 0              | 2              | 4              | 73             | 93             | -       | -       | -       | -       | -       | -         | -          |
| 2018     | 2              | 0              | 2              | 4              | 77             | 107            | -       | -       | -       | -       | -       | -         | -          |
| Totale   | 4              | 0              | 4              | 8              | 150            | 200            | -       | -       | -       | -       | -       |           |            |

Fonti: Enciclopedia del Football - A cura di Roberto Mezzetti

#### Baltic League
| Stagione | regular season | regular season | regular season | regular season | regular season | regular season | playoff | playoff | playoff | playoff | playoff | playoff       | playoff      |
|          | Vin            | Par            | Per            | Tot            | PF             | PS             | Vin     | Per     | Tot     | PF      | PS      | risultato     | avversaria   |
| -------- | -------------- | -------------- | -------------- | -------------- | -------------- | -------------- | ------- | ------- | ------- | ------- | ------- | ------------- | ------------ |
| 2018     | 1              | 0              | 2              | 3              | 86             | 80             | 1       | 0       | 1       | 27      | 18      | Terzo posto   | Kaunas Dukes |
| 2019     | 2              | 1              | 1              | 4              | 58             | 52             | -       | -       | -       | -       | -       | Secondo posto | -            |
| Totale   | 3              | 1              | 3              | 7              | 138            | 132            | 1       | 0       | 1       | 27      | 18      |               |              |

Fonti: Enciclopedia del Football - A cura di Roberto Mezzetti

#### Monte Clark Arena Cup
| Stagione | regular season | regular season | regular season | regular season | regular season | regular season | playoff | playoff | playoff | playoff | playoff | playoff      | playoff                       |
|          | Vin            | Par            | Per            | Tot            | PF             | PS             | Vin     | Per     | Tot     | PF      | PS      | risultato    | avversaria                    |
| -------- | -------------- | -------------- | -------------- | -------------- | -------------- | -------------- | ------- | ------- | ------- | ------- | ------- | ------------ | ----------------------------- |
| 2019     | 2              | 0              | 0              | 2              | 41             | 20             | 0       | 2       | 2       | 19      | 58      | Quarto posto | Kaliningrad Amber Hawks       |
| 2020     | 1              | 0              | 1              | 2              | 29             | 45             | 1       | 1       | 2       | 27      | 28      | Finale       | Petrozavodsk Karelian Gunners |
| Totale   | 3              | 0              | 1              | 4              | 70             | 65             | 1       | 3       | 4       | 46      | 86      |              |                               |

Fonti: Enciclopedia del Football - A cura di Roberto Mezzetti

### Riepilogo fasi finali disputate
| Anno            | Luogo     | Evento                | Fase del torneo      | Incontro                                            | Risultato |
| 28 ottobre 2018 |           | Baltic League         | Finale 3º - 4º posto | Vilnius Iron Wolves - Kaunas Dukes                  | 27 - 18   |
| 3 marzo 2019    | Minsk     | Monte Clark Arena Cup | Finale 3º - 4º posto | Kaliningrad Amber Hawks - Vilnius Iron Wolves       | 30 - 6    |
| 6 luglio 2019   | Bydgoszcz | Topliga               | Semifinale           | Bydgoszcz Archers - Vilnius Iron Wolves             | 34 - 0    |
| 1º marzo 2020   | Minsk     | Monte Clark Arena Cup | Finale               | Petrozavodsk Karelian Gunners - Vilnius Iron Wolves | 14 - 7    |